# Quantum Quest: A Cassini Space Odyssey
Quantum Quest: A Cassini Space Odyssey es una película de animación estrenada en 2010, dirigida por Harry Kloor y Dan St. Pierre y protagonizada por Chris Pine, Amanda Peet, Hayden Christensen, Samuel L. Jackson y William Shatner.

## Sinopsis
En un lugar del universo, dos poderosas fuerzas se baten por el control del mismo: los Void y los Core. La batalla, por circunstancias del azar, llega hasta la Tierra y los humanos sufren las consecuencias.

## Reparto
- Chris Pine como Dave.
- Amanda Peet como Rayna.
- Samuel L. Jackson como Fear.
- Hayden Christensen como Jammer.
- James Earl Jones como Almirante.
- Sandra Oh como Gal 2000.
- William Shatner como Core.
- Robert Picardo como Milton.
- Brent Spiner como Entrenador MacKey.
- Mark Hamill como Void.
- Jason Alexander como Moronic.
- Tom Kenny como Ignorance.
- Janina Gavankar como Nikki.
- Neil Armstrong como Dr. Jack Morrow
- Abigail Breslin como Jeana.
- Doug Jones como Razer / Zero.
- Spencer Breslin como Anthony.
- Gary Graham como Green.
- Jason Harris como Anunciante.
- Casey Kasem como él mismo.
- Janina Gavankar como Niki.
- Herb Jefferson, Jr. como Piloto.